# Brya microphylla
Brya microphylla là một loài thực vật có hoa trong họ Đậu. Loài này được Bisse miêu tả khoa học đầu tiên.